# Polonia w Kanadzie

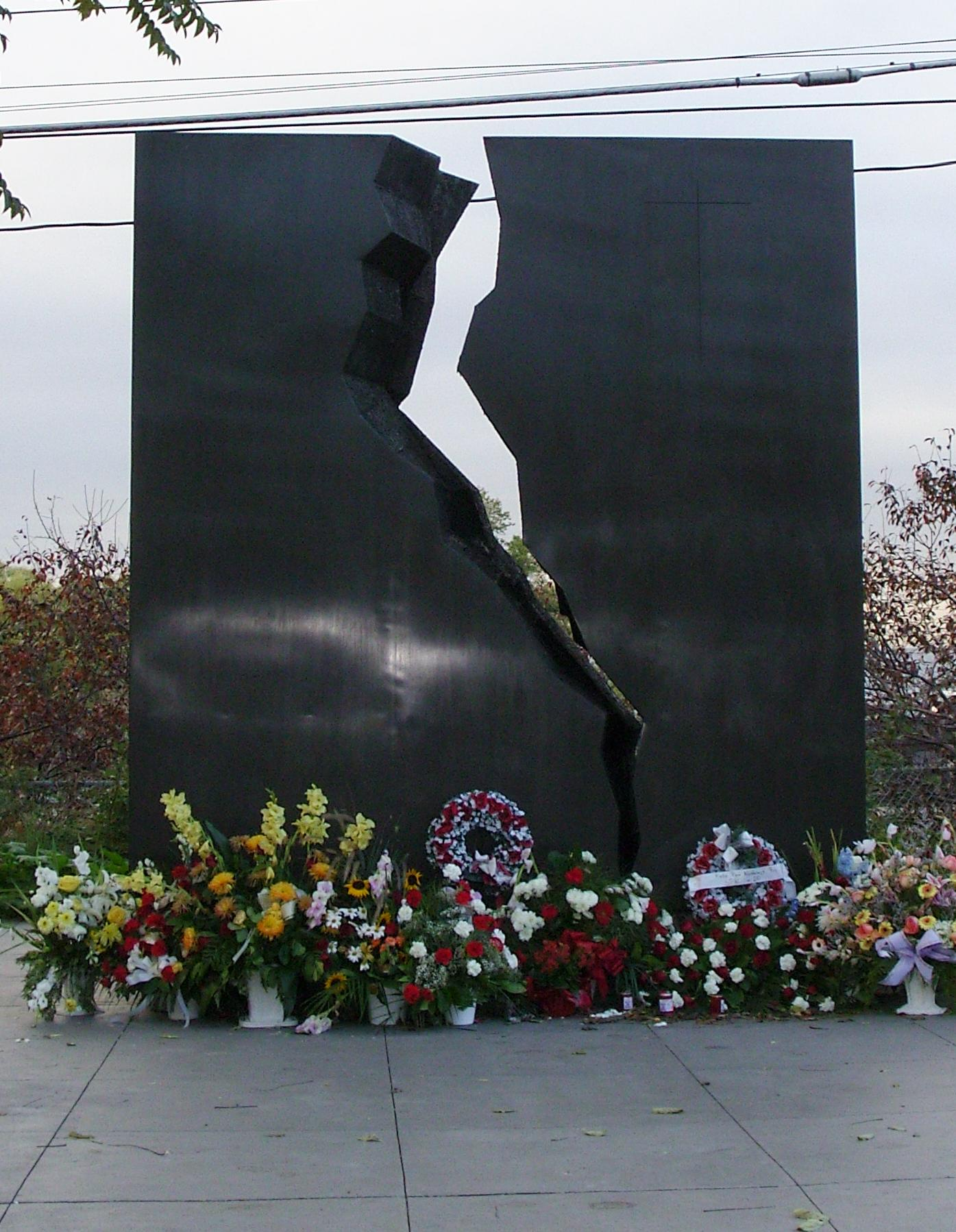
Pomnik katyński w Toronto

Polonia w Kanadzie – Polacy oraz Kanadyjczycy pochodzenia polskiego mieszkający w Kanadzie.

## Historia
Początkowo emigracja z Polski nie miała charakteru masowego i do Kanady przybywały nieliczne osoby. Pierwszym zanotowanym polskim emigrantem w Kanadzie został Andrzej Wilk, syn gdańskiego kupca, który przypłynął do Québecu w 1686 roku na pokładzie statku "La Minerve". Kolejny przybył znad Wisły w 1759. Nazywał się Karol Błaszkiewicz i był wybitnym polskim kartografem osiadłym w Nowej Fundlandii. Pod koniec XVIII wieku w Kanadzie osiedlił się również August F. Globeński.
Do zakończenia wojny siedmioletniej nie można mówić o trwałej obecności Polaków na terenie dzisiejszej Kanady.
Każda fala emigracji musiała znaleźć swoje miejsce w nowej dla niej rzeczywistości kanadyjskiej.
Gdziekolwiek znalazła się grupka polska, tam istniała działalność kulturalna. Początkowo nie była ona skoordynowana. Karol Błaszkiewicz, kartograf – przybył do Kanady w 1759 roku. W 1775 roku osiedlił się August F. Globensky – chirurg i założyciel apteki. Pierwszym polskim posłem do Parlamentu Kanady w 1867 – był Aleksander Edward Kierzkowski, który jako inżynier kierował wieloma pracami w Dolnej Kanadzie. Kazimierz Stanisław Gzowski, inżynier, budowniczy dróg i mostów, adwokat i nauczyciel, który pełnił wiele funkcji w życiu społecznym Kanady. Był też gubernatorem porucznikiem Ontario i otrzymał od królowej Wiktorii tytuł szlachecki. W 1968 roku na wybrzeżu jeziora Ontario w Toronto odsłonięto jego pomnik. Była to inicjatywa Komitetu Inżynierów, Kupców i Przemysłowców oraz Stanisława Haidasza, późniejszego senatora, wówczas posła do Parlamentu.
Szacuje się, że w Kanadzie mieszka około miliona Polaków, a osób polskiego pochodzenia około 1,5 miliona. W tej liczbie mieści się kilkadziesiąt tysięcy Kaszubów, którzy w II połowie XIX wieku osiedlili się w okolicach Barry's Bay i dzisiejszego Wilna. Okolica ta przypominała im krajobraz Kaszub w Polsce. Właśnie w Barry's Bay powstała pierwsza szkoła polska i harcerstwo, a w Wilnie pierwsza parafia polska. W 1972 roku odsłonięto w Wilnie tablicę upamiętniającą osiedlenie się w tej okolicy pierwszych emigrantów polskich. Odkrywcą Kaszub był ksiądz Rafał Grzondziel. Dzisiejsze Kaszuby są centrum kultury polskiej, gdzie oprócz kościołów, kaplicy, szkoły, stanic harcerskich są dwa pomniki "1000-lecia" i "Szarych Szeregów", organizowane też są polskie imprezy kulturalne.
W okresie międzywojennym (dane z 1929 r.) mieszkało w Kanadzie ok. 80 tys. Polaków (ponadto ok. 80 tys. Żydów i ok. 300 tys. Rusinów z Polski). Polska emigracja zarobkowa koncentrowała się w prowincjach: Manitoba, Ontario, Saskatchewan i Alberta. Zdecydowana jej większość trudniła się rolnictwem. Polskie gospodarstwa (40–80 ha, niekiedy 280 ha) zlokalizowane były wzdłuż linii kolejowych Canadian National Railways i Canadian Pacific Railway. Polska ludność miejska skupiała się głównie w Winnipeg, stolicy Manitoby oraz w Toronto, Quebecu i Montrealu. Na tę liczącą kilka tys. osób grupę składali się przeważnie robotnicy niewykwalifikowani. W osiedlach rolniczych jedyną formę organizacji Polonii stanowiły parafie (ok. 30), przy których działały szkoły oraz różne stowarzyszenia religijne, oświatowe i narodowe. W miastach natomiast działały słabe – z powodu braku inteligencji i funduszów – związki i organizacje. W Winnipeg istniał Sokół, a w Toronto Spójnia, rozwijające akcje oświatowe i sportowe. Polską prasę reprezentowały dwa tygodniki "Gazeta Katolicka" i "Czas". Jedyną większą szkołą polską była szkoła parafialna w Winnipeg.
W przeszłości największym skupiskiem polonijnym był Winnipeg w prowincji Manitoba, a później Montreal i Ottawa. Po ostatniej wojnie na czoło wysunęło się Toronto. Tu w 1944 roku powstał Kongres Polonii Kanadyjskiej (Canadian Polish Congress). Przystąpiły do niego 152 organizacje z całej Kanady. Wiele z nich dołączyło później. Ponieważ Toronto jest aktualnie największym skupiskiem Polonii w Kanadzie zostało ono automatycznie siedzibą Zarządu Głównego Kongresu. Jest tu najwięcej organizacji polskich, szkół, sześć parafii katolickich i trzy innych wyznań. Są tu biblioteki i księgarnie polskie, zespoły folklorystyczne, teatr, orkiestra symfoniczna, sklepy i restauracje oraz tysiące biznesów których właścicielami są polonusi. W Toronto i w przylegającej Mississauga organizuje się najwięcej imprez kulturalnych.

## Ważniejsze organizacje polonijne w Kanadzie
- Kongres Polonii Kanadyjskiej – (Zarząd Główny Kongresu jest w Toronto, posiada oddziały - Okręgi KPK - w całej Kanadzie).
- Polskie Towarzystwo Zgoda - Założone w styczniu 1926 roku, zarejestrowane w Urzędzie Rejestracji, Victoria, Brytyjska Kolumbia w dniu 26 września 1926. Siedziba organizacji jest ''Dom Polski" zlokalizowany w centrum miasta Vancouver.  Organizacja kultywuje język polski (obowiązującego w działalności wewnętrznej organizacji - nakaz członków założycieli), organizowaniem imprez dla Polonii i społeczeństwa Kanady. Gościła polskich artystów: Anna Jantar, Danuta Mizgalska, Andrzej Rosiewicz, Jan Pietrzak, Stanisław Gorka, Andrzej Czerniewski, Jacek Silski oraz grupy muzyczne Budka Suflera, Polky, Quore Piano Trio itd.  Udzielała schronienia w Domu Polskim, oddziałowi Kongresu Polonii Kanadyjskiej okręg BC, oddziałowi Szkoły Polskiej przy Parafii Świętego Kazimierza, polonijnym organizacjom istniejącym w okręgu miasta Vancouver. Prowadziła akcje zbierania funduszów finansowych dla Ojczyzny Polski w potrzebie. Była ogniwem napędowym założenia Parafii Świętego Kazimierza  i zbudowania polskiego kościoła w mieście Vancouver. Służy wiernie członkom Towarzystwa, przekazuje kulturę, obyczaje, historię Polski społeczności kanadyjskiej oraz wspiera organizacje polskie i kanadyjskie finansowo.
- Polski Instytut Naukowy w Kanadzie – założony w 1943 roku, którego celem jest "zachowanie na obczyźnie polskiej myśli, dziedzictwa naukowego i tradycji".
- Związek Polaków w Kanadzie – założony w 1907 roku, skupia ludzi, którzy w kanadyjskiej rzeczywistości wciąż kultywują język, tradycję i kulturę polską.
- Związek Narodowy Polski – założony w 1931 roku, jest organizatorem wielu imprez, spotkań, obchodów ważnych rocznic i wydarzeń w życiu polonijnym.
- Federacja Kobiet Polskich – założona w 1957 roku w Toronto, potem ogniwa jej powstały w całej Kanadzie.
- Polski Instytut Naukowy w Kanadzie i Biblioteka Polska Uniwersytetu MCGill w Montrealu – powstał w 1976 roku, ale wcześniej był zwany jako Biblioteka Polska w Montrealu. Instytut ma swoje oddziały w Ottawie i Toronto. Współpracuje ze światem nauki i kultury kanadyjskiej. Propaguje też polską kulturę i sztukę. Jest częścią Uniwersytetu McGill. Jego działalność jest różnorodna, tj. odczyty, dyskusje, sympozja, wieczory autorskie, koncerty i wystawy.
- Stowarzyszenie Techników Polskich w Kanadzie – powstało w 1941 roku. Obecna jego nazwa brzmi: *Stowarzyszenie Inżynierów Polskich w Kanadzie- pomaga nowo przybyłym z Polski inżynierom, udzielając im m.in. potrzebnych informacji.
- Kanadyjsko-Polski Instytut Badawczy – utworzony w 1956 roku przy Zarządzie Głównym Kongresu Polonii Kanadyjskiej z inicjatywy dr Wiktora Turka. Jego celem są studia nad społecznością polską w Kanadzie z punktu widzenia statystyki, historii, socjologii, ekonomii i kultury z uwzględnieniem udziału w życiu kanadyjskim. Unikalną cechą Instytutu jest wydawanie prac naukowych dotyczących polskiej przeszłości i teraźniejszości w Kanadzie. Przez wiele lat pracami tego Instytutu kierował już nieżyjący Rudolf Kogler.
- Polski Fundusz Wydawniczy – założony w 1977 roku, którego celem jest szerzenie kultury polskiej poprzez wydawanie książek pisarzy emigracyjnych, nie mogących ukazywać się w kraju przed 1989 rokiem. Fundusz był organizatorem Tygodnia Kultury Polskiej w dniach 24 XI-2 XII 1979 roku, w ramach którego odbyły się wystawy malarzy i plastyków, obejrzano sztukę teatralną "Przed sklepem jubilera", napisaną przez Karola Wojtyłę, zorganizowano wieczory autorskie, kiermasze książki, pokaz przeźroczy itp. Działalność Funduszu stanowi niewątpliwy wkład w kulturę polską, a zapoczątkowane dni kultury polskiej kontynuują obecnie również inne organizacje polonijne.
- Stowarzyszenie Polskich Kombatantów – założone w 1956 roku, jest znane również jako Polski Ośrodek Kulturalny.
- Credit Union św. Stanisława i św. Kazimierza – założona w 1945 roku przy kościele św. Kazimierza, jest największą polska kasa pożyczkową mającą swoją siedzibę również w Warszawie.

W szerzeniu kultury polskiej w Kanadzie ma też szereg istniejących fundacji, m.in.:
- Fundusz Wieczysty Milenium Polski Chrześcijańskiej – został oficjalnie zarejestrowany w 1964 roku. Jego utworzenie było ukoronowaniem obchodów 1000-lecia Polski. Fundacja ta propaguje i popiera zainteresowania i studia nad kulturą, a w szczególności, polską, pomaga finansowo szkołom polskim, bibliotekom, studentom oraz popiera publikowanie wydawnictw naukowych i literackich.
- Fundacja Adama Mickiewicza – powstała w 1955 roku w setną rocznicę śmierci poety. Powstała z inicjatywy Andrzeja Janickiego, ówczesnego prezesa KPK oraz Wojciecha Krajewskiego, niestrudzonego działacza polonijnego. Fundacja udziela pomocy bibliotekom, uniwersytetom, szkołom, teatrom, pisarzom i poetom polonijnym. Należy podkreślić fakt, że Fundacja udziela też wsparcia innej Fundacji, tj. Pomocy Polskim Szkołom na Wschodzie im. T. Goniewicza w Lublinie – poprzez zakup książek i pomocy dla szkół polskich na Litwie, Białorusi, Ukrainie i Rosji.
- Fundacja im. Wł. Reymonta – założona w 1969 roku w celu niesienia pomocy finansowej dla studentów pochodzenia polskiego. Do tej pory przyznano około czterystu stypendiów. Nieraz stypendia są ufundowane przez osoby prywatne np. senatora Stanleya Haidasza – dla studenta zainteresowanego wielokulturowością, bądź historią Polski. Poza tym Fundacja udziela poparcia finansowego dla Katedry Historii Polski przy Uniwersytecie w Toronto, prowadzonej obecnie przez Polaka, dr Piotra Wróbla. Pomaga też Związkowi Nauczycielstwa Polskiego. Patronuje konkursom recytatorskim, organizuje wyjazdy na kolonie w Polsce, wspiera grupy taneczne, folklorystyczne i szkoły polskie.

## Edukacja
W szerzeniu kultury i oświaty polskiej w Kanadzie ma swój udział Związek Nauczycielstwa Polskiego. Wiosną 1962 roku Komisja Kulturalno-Oświatowa KPK zwołała zebranie nauczycieli i pracowników oświaty w Toronto, którzy jednogłośnie uchwalili powstanie Związku Nauczycielstwa Polskiego w Kanadzie. Wiosną tego samego roku Związek miał już własny statut, stał się członkowską organizacją Kongresu i rozpoczął wydawanie własnego kwartalnika, Biuletynu Nauczycielskiego. Do skromnej założycielskiej grupy doszły rady i komisje oświatowe, dołączyli nauczyciele z różnych szkół w Kanadzie. W przeciągu kilku miesięcy Związek liczył już około stu członków. W 1966 roku decyzją Walnego Zjazdu KPK w Edmonton, funkcję przewodniczącego Komisji Szkolnej KPK pełni każdorazowo prezes Związku Nauczycielstwa Polskiego w Kanadzie. Związek Nauczycielstwa Polskiego odgrywa dziś wielką rolę w życiu Polonii kanadyjskiej. Koordynuje pracę szkół w całej Kanadzie, jest jedyną instytucją na emigracji, która systematycznie drukuje pomoce naukowe i podręczniki szkolne od klasy przedszkolnej do dziesiątej.
Cele programu nauczania języka polskiego muszą odpowiadać założeniom programu nauczania wszystkich innych języków obcych, zgodnie z tym, jak to określono w dokumentach Programów Nauczania Języków Ojczystych. Dlatego też nasze podręczniki uznawane są przez wydziały oświaty w prowincjach kanadyjskich. Z podręczników tych korzystają wszystkie polskie szkoły w Kanadzie. Podręczniki wysyłamy także do Kazachstanu, na Syberię, Litwę, Łotwę, Białoruś, do Brazylii i do Południowej Afryki. Korzystają z nich również niektórzy nauczyciele w Stanach Zjednoczonych.
Organizowane są także sympozja, kursy metodyczne i konferencje pedagogiczne. Związek Nauczycielstwa ściśle współpracuje z Fundacją im. A. Mickiewicza, Fundacją im. Wł. Reymonta i innymi organizacjami. Fundacja A. Mickiewicza finansuje coroczny konkurs na najlepsze wypracowanie z języka polskiego (ok. 3 tysiące uczniów), natomiast Fundacja Wł. Reymonta finansuje konkurs recytatorski (ok. 2 tysiące uczniów).
W ponad 90 szkołach podstawowych uczy się 12 tysięcy dzieci. Zaangażowanych jest 490 nauczycieli i prawie w każdej szkole są klasy przedszkolne. Do dwudziestu szkół średnich uczęszcza ok. tysiąca sześciuset uczniów. Język polski wykładany jest także na dwunastu uniwersytetach w Kanadzie. Istnieje również Katedra Historii Polski na Uniwersytecie w Toronto, która powstała dzięki oszczędnościom społeczności polonijnej.
Młodzież, kończąca polskie szkoły średnie, którą udało się zainteresować życiem kulturalnym, samodzielnie zrzesza się w grupach studenckich. Polskie stowarzyszenia i kluby studenckie skupiające dziesiątki młodych Polaków czynnie działają na dziesięciu uczelniach wyższych, czterech, tylko w samym Toronto.

## Sławni Kanadyjczycy pochodzenia polskiego
- Peter Czerwinski
- Wayne Gretzky
- Peter Gzowski
- Aleksandra Wozniak
- Geddy Lee
- Benjamin Kowalewicz
- Lisa Ray
- Magda Apanowicz
- William Shatner
- Michael Grzesiek
- Janusz Żurakowski

## Kultura

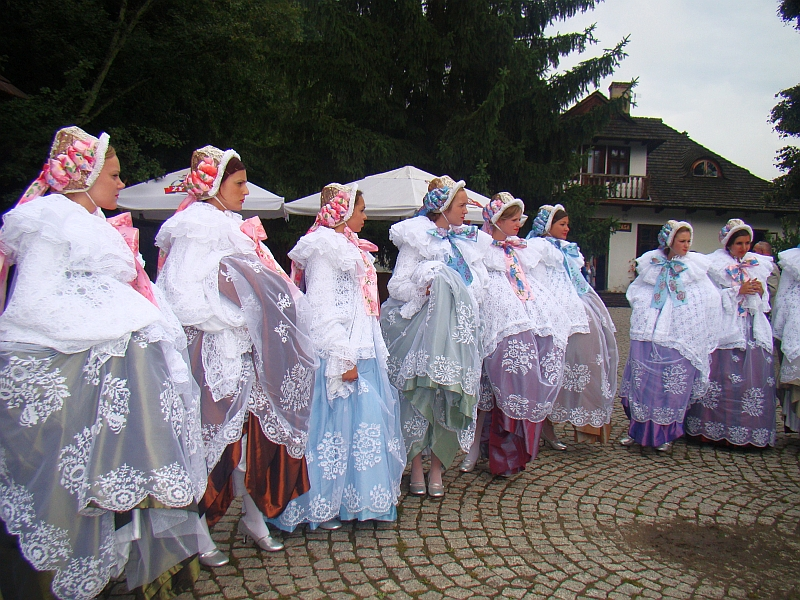
Tancerki z Hamilton

Toronto jest obecnie największym skupiskiem Polaków w Kanadzie. Działa tutaj wielu literatów, kompozytorów, malarzy, rzeźbiarzy i wspaniałych grafików. Są wśród nich profesjonaliści i amatorzy: Kuba Bryzgalski i Kazimierz Mir-Głaz – artyści malarze; Jerzy Kołacz – artysta malarz, grafik; Wojciech Strahl – rzeźbiarz, grafik, fotografik, poeta; Justyna Dulny-Olszowy – artystka malarz; Andrzej Rozbicki – dyrygent, Dyrektor Muzyczny Orkiestry Symfonicznej – The Celebrity Symphony Orchestra; Maciej Jaśkiewicz – dyrygent, Dyrektor Muzyczny Polsko-Kanadyjskiego Towarzystwa Muzycznego – The Toronto Sinfonietta; Mirosław Połatyński – aktor, Dyrektor teatru ATLAS Stage Productions Canada; Kinga Mitrowska i Teresa Romanowska-Klimuszko – śpiewaczki sopranowe; Ola Turkiewicz – kompozytorka i wokalistka.
Regularnie odbywają się imprezy kulturalne. Należą do nich: festiwal piosenki religijnej, festiwal piosenki żeglarskiej; kiermasze książki; przeglądy kabaretów polonijnych.
W 1999 roku dla uczczenia 150. rocznicy śmierci Fryderyka Chopina z inicjatywy Tomasza Stan-Stanickiego i przy pomocy Fundacji Maxymiliana Kolbego został zorganizowany I Kanadyjski Konkurs Pianistyczny im. Fr. Chopina w Polskim Centrum Kultury im. Jana Pawła II w Mississauga, które zostało wybudowane w latach 90. ze składek Polonii kanadyjskiej. Inauguracja Roku Chopinowskiego miała miejsce w lutym 1999 w Living Arts Centre w Mississauga z udziałem burmistrza miasta, p. Hazel McCallion.
Propagowanie kultury polskiej na gruncie kanadyjskim odbywa się również poprzez środki masowego przekazu. Działają codzienne lub cotygodniowe programy radiowe: Radio Polonia, Radio 7 Toronto, Katolickie Studio Młodych – to programy codzienne. Nadawane są cotygodniowe programy telewizyjne w języku polskim: TV Polish Studio i TV Z Ukosa. Regularnie ukazuje się prasa: "Gazeta" – trzy razy w tygodniu; "Związkowiec", "Głos Polski", "Goniec", "Wiadomości" i "Życie" – to tygodniki.
Dla Polonii, wiernych kościoła rzymskokatolickiego odbywają się w kościołach kilkudziesięciu miast mszę w języku polskim. W Kanadzie działa Polski Narodowy Kościół Katolicki. W języku polskim odbywają się również spotkania religijne innych wyznań. W 5 miastach działają polskojęzyczne zbory i grupy Świadków Jehowy.